# International Business Times
The IBTimes home pageInformații generaleTip24/7FormatOnlineProprietarIBT MediaEditorPeter S. GoodmanData fondării2006LimbăEnglish, Chinese, Japanese, ItalianSediu7 Hanover Square, Fl 5
Manhattan, New York City, USPrezență onlinesite web oficial
pagină Facebook
cont X
Sina Weibo
cont InstagramModifică date / text 
International Business Times este o publicație on-line de știri, care apare în șapte ediții naționale și în patru limbi străine. Publicația, numită uneori IBTimes sau IBT, oferă știri, opinii și comentarii editoriale pe teme de afaceri și comerț. IBT este una dintre cele mai mari surse de știri online; el susținea, în 2014, că a avut 40 de milioane de vizitatori unici în fiecare lună. Veniturile sale din 2013 au fost de aproximativ 21 de milioane $.
IBTimes a fost lansat în 2005: el este deținut de IBT Media și a fost fondată de către Etienne Uzac și Jonathan Davis. Sediul său se află într-un fost birou al Newsweek din Districtul Financiar al Lower Manhattan, New York City.

## Istoric
Fondatorul Etienne Uzac, originar din Franța, a venit cu ideea lansării unui site de știri de afaceri la nivel mondial în timp ce studia la London School of Economics. El a descoperit că cele mai puternice ziare de afaceri erau concentarre pe afacerile din SUA și Europa și a plănuit să ofere o acoperire geografică mai largă. Uzac l-a convins pe Jonathan Davis să i se alăture în întreprindere. La sfârșitul anului 2005, Uzac și Davis s-au mutat la New York pentru a lansa site-ul; Uzac se ocupa în principal cu strategia de afaceri, în timp ce Davis a realizat site-ul și a scris primele articole.
În mai 2012, compania a anunțat că Jeffrey Rothfeder a fost numit noul redactor-șef al publicației, în timp ce Davis, care a fost anterior redactor executiv, urma să administreze strategiile companiei cu privire la conținutul editorial ca responsabil șef în ceea ce privește conținutul.
Pe 4 august 2013, IBT Media, proprietarul IBTimes, a anunțat achiziționarea revistei Newsweek și a site-ului newsweek.com de la IAC/InterActiveCorp. Achiziția nu a inclus The Daily Beast. Peter S. Goodman, anterior redactor executiv pe teme de afaceri și redactor de știri globale al Huffington Post, a devenit redactor în 2014.